# IL Волос Вероники
IL Волос Вероники (лат. IL Comae Berenices), HD 108102 — двойная звезда в созвездии Волос Вероники на расстоянии приблизительно 284 световых лет (около 87,1 парсек) от Солнца. Видимая звёздная величина звезды — от +8,2m до +8,16m. Возраст звезды определён как около 4,6 млрд лет.

## Характеристики
Первый компонент — жёлто-белая эруптивная переменная звезда типа RS Гончих Псов (RS:) спектрального класса F8, или F5,3. Масса — около 1,22 солнечной, радиус — около 1,65 солнечного, светимость — около 3,449 солнечной. Эффективная температура — около 6113 K.
Второй компонент — жёлто-белая эруптивная переменная звезда типа RS Гончих Псов (RS) спектрального класса F8V.

## Планетная система
В 2019 году учёными, анализирующими данные проектов HIPPARCOS и Gaia, у звезды обнаружена планета HIP 60582 b.